# Johann Christian Friedrich Meister

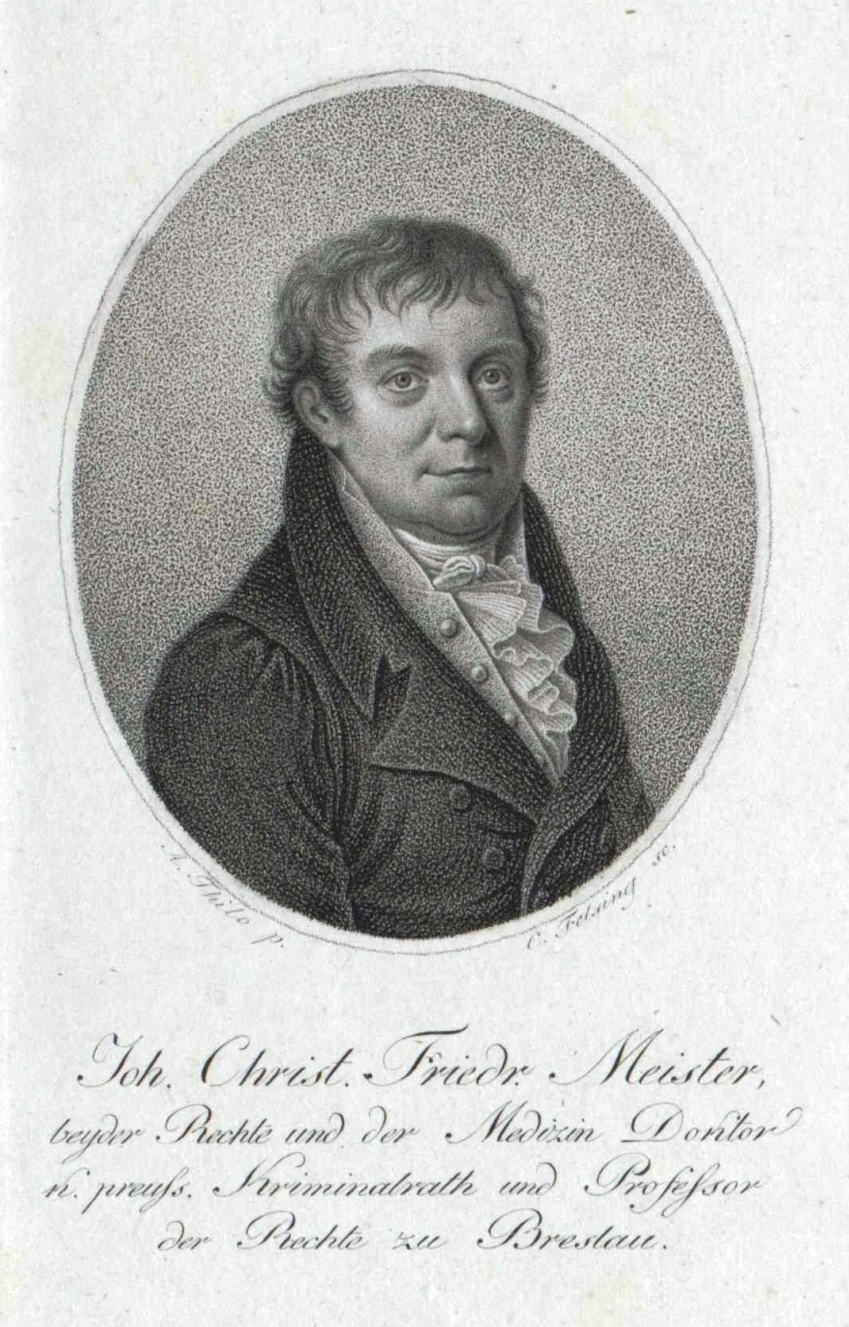
J. C. F. Meister, Stich von Johann Conrad Felsing nach Gottfried August Thilo

Johann Christian Friedrich Meister (* 20. Juni 1758 in Hollenbach; † 5. Februar 1828 in Strehlen) war ein deutscher Jurist und Hochschullehrer.

## Leben
Der Sohn des Amtmanns Carl Ludwig Meister besuchte bis 1770 die Lateinschule in Weikersheim, eine Vorschule des Gymnasiums Weikersheim, danach das Gymnasium in Rothenburg ob der Tauber und studierte ab 1774 in Göttingen Jura. Danach ging er nach Berlin und wurde Hauslehrer bei dem Hofrat Friedrich Troschel. Hier lernte er den Generalfeldstabsarzt Zinnendorf kennen, der ihn sein weiteres Leben lang förderte. Ab 1779 erledigte er für kurze Zeit juristische Geschäfte der Zweiten Armee, unterrichtete an der Viadrina in Frankfurt (Oder), übernahm 1781 das Justitiariat der Herrschaft des Barons Christian von Haugwitz auf Schloss Krappitz und wurde ein Jahr später Justizkommissar des Kreises Oppeln. 1784 erhielt er eine Anstellung bei der Oberamtsregierung zu Brieg.
1792 wurde Meister ordentlicher Professor der Rechte an der Universität in Frankfurt (Oder). Die Universität Göttingen promovierte ihn zum Doktor. Nach der Verlegung der Universität von Frankfurt nach Breslau wurde Meister Dekan der juristischen Fakultät. Wegen seiner Arbeiten in medizinischen Zeitschriften ernannte ihn die medizinische Fakultät 1816 zum Ehrendoktor. 1819 erlahmte nach einem Sturz sein rechter Arm und er wurde mit halbem Ruhegehalt pensioniert. Aus ökonomischen Gründen verkaufte er seine Bibliothek und zog 1820 nach Strehlen, wo er nach langem Siechtum starb.
Der Mathematiker Albrecht Ludwig Friedrich Meister sowie der Rechtswissenschaftler Christian Friedrich Georg Meister waren seine Onkel.